# Synagoge (Selwa)

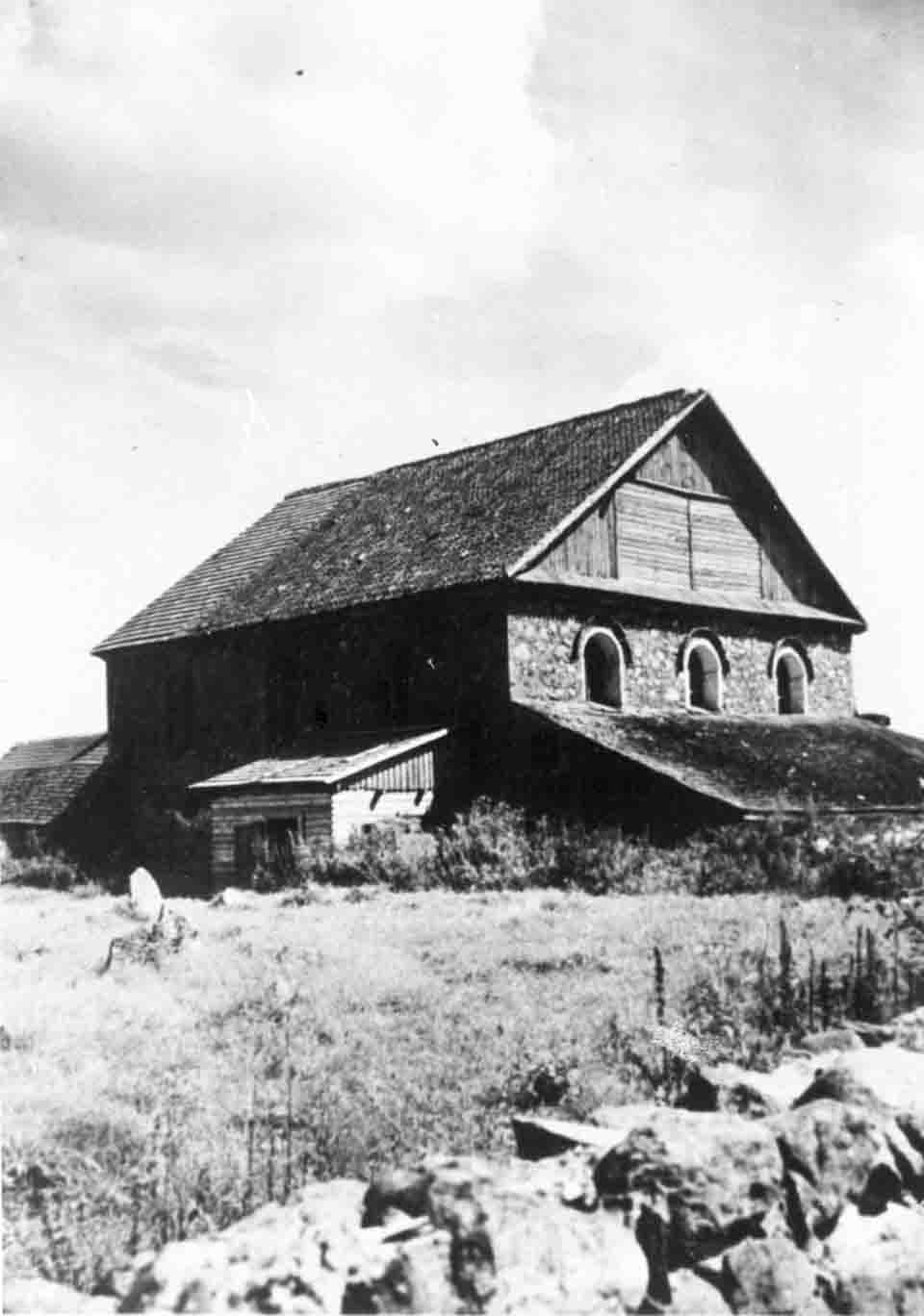
Synagoge in Selwa

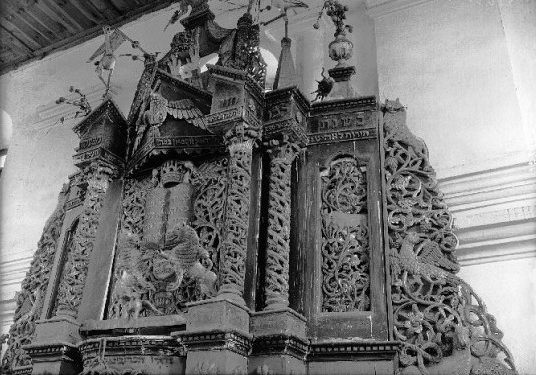
Thoraschrein

Die Synagoge in Selwa, einer belarussischen Gemeinde in der Hrodsenskaja Woblasz, wurde im 18. Jahrhundert errichtet.
In Selwa und Umgebung lebten viele jüdische Bürger, von denen der überwiegende Teil von den deutschen Besatzern während des Holocausts ermordet wurde. Die Synagoge wurde in dieser Zeit zerstört.
Der hölzerne Thoraschrein war kunstvoll geschnitzt.